# Pentium II
Intel Pentium II (рус. Интел Пентиум два) — процессор x86-совместимой микроархитектуры Intel P6, анонсированный 7 мая 1997 года. Ядро Pentium II представляет собой модифицированное ядро P6 (впервые использованное в процессорах Pentium Pro). Основными отличиями от предшественника являются увеличенный с 16 до 32 кБ кэш первого уровня и наличие блока SIMD-инструкций MMX (появившихся немногим ранее в Pentium MMX), повышена производительность при работе с 16-разрядными приложениями. В системах, построенных на базе процессора Pentium II, повсеместное применение нашли память SDRAM и шина AGP.

## Общие сведения
Большая часть процессоров Pentium II выпускалась в двух типах корпусов: SECC и SECC2.
Pentium II в корпусе типа SECC представляет собой картридж, содержащий процессорную плату («субстрат») с установленной на ней микросхемой процессора, а также двумя или четырьмя микросхемами кэш-памяти типа BSRAM и tag-RAM. К микросхеме процессора с помощью упругих пластинок и штифтов прижата теплораспределительная пластина (на неё, в свою очередь, устанавливается кулер). Маркировка процессора находится на картридже. Процессор предназначен для установки в 242-контактный щелевой разъём Slot 1. Кэш-память второго уровня работает на половине частоты ядра. В корпусе типа SECC выпускались все процессоры на ядре Klamath, ранние модели на ядре Deschutes с частотами 266—333 МГц и часть поздних моделей на этом ядре.
Основным отличием корпуса типа SECC2 от SECC является отсутствие теплораспределительной пластины. Кулер, установленный на процессор в корпусе типа SECC2, контактирует непосредственно с микросхемой процессора. В корпусе типа SECC2 выпускалась часть поздних моделей Pentium II на ядре Deschutes с частотами 350—450 МГц.
Существует также вариант Pentium II OverDrive в корпусе PGA (устанавливается в гнездовой разъём Socket 8) с полноскоростным кэшем второго уровня, предназначенный для замены Pentium Pro.

## Модели
Первые процессоры Pentium II (Klamath) были предназначены для рынка настольных персональных компьютеров и производились по 350-нм технологии.
Дальнейшим развитием семейства десктопных Pentium II стало 250-нм ядро Deschutes.
Через некоторое время вышли процессоры Mobile Pentium II, предназначенные для установки в ноутбуки, и Xeon, ориентированный на высокопроизводительные системы и серверы.
На базе ядра Deschutes выпускались также процессоры Celeron (Covington), предназначенные для использования в недорогих компьютерах. Они представляли собой Pentium II, лишённый картриджа и кэша второго уровня.
| Кодовое имя ядра            | Klamath    | Klamath    | Klamath      | Deschutes       | Deschutes       | Deschutes      | Deschutes      | Deschutes      | Deschutes       |
| --------------------------- | ---------- | ---------- | ------------ | --------------- | --------------- | -------------- | -------------- | -------------- | --------------- |
| Тактовая частота ядра (МГц) | 233        | 266        | 300          | 266             | 300             | 333            | 350            | 400            | 450             |
| Анонсирован                 | 7 мая 1997 | 7 мая 1997 | 14 июля 1997 | 1 сентября 1997 | 1 сентября 1997 | 26 января 1998 | 15 апреля 1998 | 15 апреля 1998 | 24 августа 1998 |
| Цена, долл. США             | 636        | 775        | 1981         | —               | —               | 772            | 621            | 824            | 669             |

### Pentium II

#### Klamath
Ядро Klamath является эволюционным продолжением ядра P6, на котором был построен Pentium Pro. Кэш-память первого уровня увеличена с 16 до 32 Кб, добавлен блок SIMD-инструкций MMX, внесены изменения с целью повышения производительности при работе с 16-битным кодом. Процессор имеет возможность работы в двухпроцессорных системах (в отличие от Pentium Pro, способного работать в четырёхпроцессорных системах).
Кэш второго уровня был вынесен из корпуса процессора, в результате чего стоимость производства процессора была существенно снижена, так как это позволяло Intel не заниматься производством микросхем кэш-памяти, а закупать их (использовались микросхемы BSRAM производства Toshiba, SEC и NEC). Кэш объёмом 512 Кб (четыре микросхемы, расположенные на обеих сторонах процессорной платы) работал на половине частоты ядра.
Процессор выпускался по 350-нм технологии, имел напряжение ядра 2,8 В, выделял большое количество тепла и не обладал высоким частотным потенциалом.
Все процессоры на ядре Klamath выпускались в картридже SECC (полностью закрытый картридж с пластиной теплоотвода).
| Pentium II (Klamath) | Pentium II (Klamath) | Pentium II (Klamath) |

#### Deschutes
26 января 1998 года Intel анонсировала процессор Pentium II, построенный на новом ядре, носящем кодовое имя Deschutes. В отличие от Klamath, процессоры с ядром Deschutes изготавливалось по 250-нм технологии, напряжение ядра было снижено до 2,0 В, что позволило значительно снизить тепловыделение и поднять планку максимальной частоты до 450 МГц. Большинство процессоров ревизий Вх способно работать и на частотах свыше 500 МГц.
Кэш второго уровня объёмом 512 Кб по-прежнему работал на половине частоты ядра, однако был выполнен в виде двух микросхем BSRAM, расположенных по обе стороны кристалла процессора. По некоторым данным, это могло приводить к незначительным потерям в производительности относительно Klamath на равных частотах. В последних ревизиях процессора Pentium II и ранних Pentium III расположение микросхем было изменено: микросхемы расположились друг над другом справа от кристалла.
Подверглась изменениям и tag-RAM: вместо микросхемы Intel 82459AB, обладавшей довольно высоким тепловыделением, используются микросхемы 82459AC (в процессорах ревизии А0) и 82459AD. Последняя практически не нагревается и работоспособна на частотах свыше 500 МГц. Изначально tag-RAM располагалась на обратной стороне платы под кристаллом, а затем была перемещена вслед за микросхемами кэш-памяти.
Микросхемы 82459AB и 82459AC способны кэшировать до 512 Мб оперативной памяти, а 82459AD - до 4 Гб.
Ранние процессоры с ядром Deschutes, как и Klamath, имели картридж типа SECC. Охлаждение кэш-памяти в этом картридже было затруднено: пластина теплоотвода не касалась микросхем BSRAM, поэтому сначала пластина теплоотвода была модернизирована (появились выступы, позволяющие осуществить контакт с микросхемами), а затем исчезла. Картридж без теплоотводной пластины получил наименование SECC2.
Чтобы различить модели, работающие на одинаковых частотах (266 и 300 МГц), но имеющие разные ядра, у процессоров, построенных на ядре Deschutes, в конце названия дописывали литеру «A».
Ранние процессоры (с частотами 266, 300, 333, 350 и 400 МГц) имели размер кристалла 131 мм², с выходом новой ревизии размеры кристалла уменьшились до 118 мм². Процессоры с частотой 350 МГц и выше работали с внешней частотой 100 МГц.
Модифицированное ядро Deschutes, в котором появился блок SSE, получило наименование Katmai и легло в основу следующего процессора компании Intel — Pentium III.
|  |  | Pentium II (Deschutes B0 в корпусе SECC2/OLGA) |

### Pentium II OverDrive
Процессоры серии OverDrive традиционно предназначались для модернизации систем предыдущего поколения.
Pentium II OverDrive, представленный 10 августа 1998, предназначен для модернизации систем на базе Pentium Pro и устанавливается в разъем Socket 8. В основе процессора лежит ядро P6T (модифицированное ядро Deschutes). Основным отличием его от Deschutes является полноскоростной кэш второго уровня. Существовала единственная модель Pentium II OverDrive, работавшая на частоте 333 МГц (частота шины — 66 МГц) или 300 МГц (60 МГц), в зависимости от системной платы.
| Pentium II OverDrive | Инженерный образец Pentium II OverDrive |

### Mobile Pentium II
Мобильные процессоры Mobile Pentium II выпускались на основе ядер Tonga и Dixon. Они отличались пониженным напряжением питания, имели небольшое тепловыделение, что и позволяло использовать их в ноутбуках и лэптопах.
Процессоры на ядре Tonga выпускались c 2 апреля 1998 года по 250 нм. технологии в корпусе BGA и устанавливались в картридж вместе с микросхемами кэш-памяти второго уровня общим объёмом 512 Кб.
Процессоры на ядре Dixon выпускались по 180-нм технологии и имели интегрированный кэш второго уровня объёмом 256 Кб, работавший на частоте ядра. Эти процессоры имели корпус BGA или mPGA и могли устанавливаться либо в картридж, либо непосредственно на системную плату.
| Mobile Pentium II | Mobile Pentium II | Mobile Pentium II | Mobile Pentium II |

## Положение на рынке и сравнение с конкурентами
Pentium II являлся флагманским процессором компании Intel для настольных компьютеров с момента выхода в мае 1997 года и до появления на рынке процессора Pentium III в феврале 1999 года. Параллельно с Pentium II существовали следующие x86-процессоры:
- Intel Pentium MMX. Был представлен за 4 месяца до появления Pentium II. С момента Pentium II и до появления первых процессоров Celeron в 1998 году, Pentium MMX служил основой для недорогих компьютеров.
- Intel Celeron. Предназначался для рынка недорогих настольных компьютеров. Первоначально представлял собой Pentium II, лишённый кэш-памяти второго уровня. Серьёзно уступал в большинстве задач как Pentium II, так и конкурентам. После перевода семейства на новое ядро Celeron, получивший 128 Кб полноскоростного кэша второго уровня, в некоторых задачах не только не уступал Pentium II, но и опережал его при равных частотах за счёт более скоростного кэша[4][11].
- AMD K6. Являлся конкурентом процессора Pentium MMX на рынке недорогих процессоров.
- AMD K6-2. Являлся конкурентом процессоров Pentium II и Celeron. Имел значительно более низкую цену, чем Pentium II. В офисных приложениях и приложениях, оптимизированных под набор инструкций 3DNow!, превосходил Pentium II. За счёт устаревшего FPU уступал как Pentium II, так и Celeron при работе с числами с плавающей запятой, что отрицательно сказывалось в первую очередь на производительности в мультимедийных приложениях и играх, не оптимизированных под 3DNow![12].
- Cyrix M-II. В офисных приложениях незначительно уступал Pentium II, Celeron и AMD K6-2. В мультимедийных приложениях и играх отставание было более серьёзным. Был популярен как основа для офисных компьютеров за счёт невысокой цены (по соотношению цена/производительность процессор был одним из лучших в своём классе)[13].
- IDT WinChip 2. Предназначался для недорогих компьютеров. Являлся конкурентом процессоров K6-2 и Celeron. Стоил немногим меньше K6-2, в производительности в большинстве приложений уступал как K6-2, так и Celeron[14].
- Rise mP6. Разрабатывался как процессор для ноутбуков, имел очень низкое энергопотребление. За счёт небольшого объёма кэш-памяти первого уровня (16 Кб) и отсутствия поддержки 3DNow! уступал в производительности даже процессору IDT WinChip 2[15].

## Технические характеристики
| [ 1 ]                                                    | Klamath | Deschutes | P6T | Tonga | Dixon |
| -------------------------------------------------------- | --- | --- | --- | --- | --- |
| [ 1 ]                                                    | Десктопный | Десктопный | Overdrive | Мобильный | Мобильный |
| Тактовая частота                                         | | | | | |
| Частота ядра, МГц                                        | 233 — 300 | 266 — 450 | 333 (300) | 233 — 300 | 266 — 400 |
| Частота FSB, МГц                                         | 66 | 66, 100 | 66 (60) | 66 | 66, 100 |
|                                                          | | | | | |
| Характеристики ядра                                      | | | | | |
| Набор инструкций                                         | IA-32, MMX | IA-32, MMX | IA-32, MMX | IA-32, MMX | IA-32, MMX |
| Разрядность регистров                                    | 32 бит (целочисленные), 80 бит (вещественночисленные), 64 бит (MMX)                                           | 32 бит (целочисленные), 80 бит (вещественночисленные), 64 бит (MMX)                                           | 32 бит (целочисленные), 80 бит (вещественночисленные), 64 бит (MMX)                                           | 32 бит (целочисленные), 80 бит (вещественночисленные), 64 бит (MMX)                                           | 32 бит (целочисленные), 80 бит (вещественночисленные), 64 бит (MMX)                                           |
| Глубина конвейера                                        | Целочисленный: 12 — 17 стадий (в зависимости от типа исполняемой инструкции), вещественночисленный: 25 стадий | Целочисленный: 12 — 17 стадий (в зависимости от типа исполняемой инструкции), вещественночисленный: 25 стадий | Целочисленный: 12 — 17 стадий (в зависимости от типа исполняемой инструкции), вещественночисленный: 25 стадий | Целочисленный: 12 — 17 стадий (в зависимости от типа исполняемой инструкции), вещественночисленный: 25 стадий | Целочисленный: 12 — 17 стадий (в зависимости от типа исполняемой инструкции), вещественночисленный: 25 стадий |
| Разрядность ША                                           | 36 бит | 36 бит | 36 бит | 36 бит | 36 бит |
| Разрядность ШД                                           | 64 бит | 64 бит | 64 бит | 64 бит | 64 бит |
| Количество транзисторов, млн.                            | 7,5 | 7,5 | 7,5 | 7,5 | 27,4 |
|                                                          | | | | | |
| Кэш L1                                                   | | | | | |
| Кэш данных                                               | 16 Кб, 4-канальный наборно-ассоциативный, длина строки — 32 байта, двухпортовый                               | 16 Кб, 4-канальный наборно-ассоциативный, длина строки — 32 байта, двухпортовый                               | 16 Кб, 4-канальный наборно-ассоциативный, длина строки — 32 байта, двухпортовый                               | 16 Кб, 4-канальный наборно-ассоциативный, длина строки — 32 байта, двухпортовый                               | 16 Кб, 4-канальный наборно-ассоциативный, длина строки — 32 байта, двухпортовый                               |
| Кэш инструкций                                           | 16 Кб, 4-канальный наборно-ассоциативный, длина строки — 32 байта                                             | 16 Кб, 4-канальный наборно-ассоциативный, длина строки — 32 байта                                             | 16 Кб, 4-канальный наборно-ассоциативный, длина строки — 32 байта                                             | 16 Кб, 4-канальный наборно-ассоциативный, длина строки — 32 байта                                             | 16 Кб, 4-канальный наборно-ассоциативный, длина строки — 32 байта                                             |
|                                                          | | | | | |
| Кэш L2                                                   | | | | | |
| Объём, Кб                                                | 512 | 512 | 512 | 512 | 256 |
| Частота                                                  | ½ частоты ядра                                                                                                | ½ частоты ядра                                                                                                | частота ядра                                                                                                  | ½ частоты ядра                                                                                                | частота ядра                                                                                                  |
| Разрядность BSB                                          | 64 бит | 64 бит | 64 бит | 64 бит | 64 бит |
| Организация                                              | Объединённый, наборно-ассоциативный, неблокируемый; длина строки — 32 байта                                   | Объединённый, наборно-ассоциативный, неблокируемый; длина строки — 32 байта                                   | Объединённый, наборно-ассоциативный, неблокируемый; длина строки — 32 байта                                   | Объединённый, наборно-ассоциативный, неблокируемый; длина строки — 32 байта                                   | Объединённый, наборно-ассоциативный, неблокируемый; длина строки — 32 байта                                   |
| Ассоциативность                                          | 4-канальный                                                                                                   | 4-канальный                                                                                                   | 4-канальный                                                                                                   | 4-канальный                                                                                                   | 4-канальный                                                                                                   |
|                                                          | | | | | |
| Интерфейс                                                | | | | | |
| Разъём                                                   | Slot 1 | Slot 1 | Socket 8 | MMC | MMC, SMD |
| Корпус                                                   | LGA в картридже SECC                                                                                          | LGA или OLGA в картридже SECC или SECC2                                                                       | SPGA | BGA | BGA, mPGA |
| Шина                                                     | GTL+ | GTL+ | GTL+ | GTL+ | GTL+ |
|                                                          | | | | | |
| Технологические, электрические и тепловые характеристики | | | | | |
| Технология производства                                  | 350 нм. CMOS (четырёхслойный, алюминиевые соединения)                                                         | 250 нм. CMOS (пятислойный, алюминиевые соединения)                                                            | 250 нм. CMOS (пятислойный, алюминиевые соединения)                                                            | 250 нм. CMOS (пятислойный, алюминиевые соединения)                                                            | 180 нм. CMOS (алюминиевые соединения)                                                                         |
| Площадь кристалла, мм²                                   | 203 | 131 (рев. A0) 118                                                                                             | 118 | 118 | 180 |
| Напряжение ядра, В                                       | 2,8 | 2 | 2 | 1,6 | 1,5 — 1,6 |
| Напряжение кэша L2, В                                    | 3,3 | 3,3 | 3,3 | 3,3 | напряжение ядра                                                                                               |
| Напряжение цепей I/O, В                                  | 3,3 | 3,3 | 3,3 | 3,3 | 3,3 |
| Максимальное тепловыделение, Вт                          | 43 | 27,1 | 27,1 | 11,6 | 13,1 |
|                                                          | | | | | |

## Ревизии ядер процессоров

### Pentium II

#### Klamath
| Ревизия | CPU Id | Примечание                                                  |
| ------- | ------ | ----------------------------------------------------------- |
| C0      | 0x633h | мод. SL264, SL265, SL268, SL269, SL28K, SL28L, SL28R, SL2MZ |
| C1      | 0x634h | мод. SL2HA, SL2HC, SL2HD, SL2HE, SL2HF, SL2QA, SL2QB, SL2QC |

#### Deschutes
| Ревизия | CPU Id | Примечание |
| ------- | ------ | --- |
| A0      | 0x650h | мод. SL2KA, SL2QF, SL2K9 |
| A1      | 0x651h | мод. SL35V, SL2QH, SL2S5, SL2ZP, SL2ZQ, SL2S6, SL2S7, SL2SF, SL2SH, SL2VY                                                                                            |
| B0      | 0x652h | мод. SL33D, SL2YK, SL2WZ, SL2YM, SL37G, SL2WB, SL37H, SL2W7, SL2W8, SL2TV, SL2U3, SL2U4, SL2U5, SL2U6, SL2U7, SL356, SL357, SL358, SL37F, SL3FN, SL3EE, SL3F9, SL2WY |
| B1      | 0x653h | мод. SL38M, SL38N, SL36U, SL38Z, SL3D5, SL3J2 |

### Pentium II OverDrive
| Ревизия | CPU Id | Примечание                         |
| ------- | ------ | ---------------------------------- |
| B1      | 0x632h | мод. SL2KE: полноскоростной L2-кэш |

### Mobile Pentium II
| Ревизия | CPU Id | Примечание                                                           |
| ------- | ------ | -------------------------------------------------------------------- |
| MDA0    | 0x650h | мод. SL2KH, SL2KJ: 512Kb L2-кэша, мини-картридж                      |
| MDB0    | 0x652h | мод. SL2RS, SL2RR, SL2RQ: 512Kb L2-кэша, мини-картридж               |
| MDBA0   | 0x66Ah | мод. SL3AG, SL32S, SL32R, SL32Q, SL3DR: 256Kb L2-кэша, BGA           |
| MDPA0   | 0x66Ah | мод. SL3HL, SL3HK, SL3HJ, SL3HH: 256Kb L2-кэша, microPGA             |
| MDXA0   | 0x66Ah | мод. SL3JW, SL36Z, SL32P, SL32N, SL32M: 256Kb L2-кэша, мини-картридж |
| MQBA1   | 0x66Ah | мод. SL3EM: 256Kb L2-кэша, BGA, 180 нм технология                    |
| MQPA1   | 0x66Ah | мод. SL3BW: 256Kb L2-кэша, microPGA, 180 нм технология               |

## Обновление микрокода процессора
Обновления микрокода представляют собой блоки данных объёмом 2 Кб, находящиеся в системном BIOS. Такие блоки существуют для каждой ревизии ядра процессора. Компания Intel предоставляет производителям BIOS последние версии микрокода, а также помещает их в базу данных обновлений. Существует специальная утилита, разработанная компанией Intel, позволяющая определить используемый процессор и локально изменить код BIOS для поддержки этого процессора.
Обновление также можно осуществить прошивкой новой версии BIOS с поддержкой необходимого процессора от производителя системной платы.

## Исправленные ошибки
Процессор представляет собой сложное микроэлектронное устройство, что не позволяет исключить вероятность его некорректной работы. Ошибки появляются на этапе проектирования и могут быть исправлены обновлениями микрокода процессора либо выпуском новой ревизии ядра процессора. В процессорах Pentium II обнаружено 95 различных ошибок, из которых 23 исправлены.
Далее перечислены ошибки, исправленные в различных ревизиях ядер процессора Pentium II. Данные ошибки присутствуют во всех ядрах, выпущенных до их исправления, начиная с ядра Klamath C0, если не указано обратное.

### Klamath C1
- Ошибка протокола при работе с кэш-памятью.
- Возникновение тупиков при работе с IOQ (очередь ввода-вывода) глубиной 1 в двухпроцессорных системах.
- Ошибка при работе инструкции FIST с некоторыми неверными данными.

### Deschutes A0
- Ошибка предсказания ветвлений при работе с инструкциями MMX.
- Ошибка установки сигнала отключения при превышении максимально допустимой температуры.
- Генерация необратимой ошибки при нарушении чётности в IFU.
- Генерация необратимой ошибки при различии данных в потоковом буфере инструкций и кэше инструкций.
- Ошибка при работе с некэшируемыми данными после отключения и повторного включения страничной адресации.
- Ошибка в работе PMC при запросе к кэш-памяти второго уровня.
- Ошибочная генерация исключения «user mode protection violation» вместо установки сигнала «page fault».
- Отключение MCE для кэш-памяти второго уровня при очистке кэш-памяти.
- Некорректная установка флагов процессора после отключения TLB в двухпроцессорных системах.

### Deschutes A1
- Повреждение информации о состоянии данных в кэш-памяти (Deschutes A0).
- Генерация необратимой ошибки при кэш-промахе (Deschutes A0).

### Deschutes B1
- Задержка инвалидации данных, находящихся в кэш-памяти, при аппаратной синхронизации в двухпроцессорных системах.
- Преждевременное снятие сигнала блокировки при выполнении некоторой последовательности транзакций.
- Задержка генерации исключения FPU.
- BIST (встроенная самодиагностика) сообщает об успешном завершении вне зависимости от результата (Deschutes A0).
- Отсутствие сигнала отключения при превышении максимально допустимой температуры. (Deschutes A0).
- Ошибка записи в память при работе инструкций MOVD и MOVQ (MMX).
- Конфликт протокола шины при работе с некоторыми чипсетами.
- Ошибки при работе с отключённым MTRR (Deschutes A0).